# Curling al Festival olimpico della gioventù europea
Il curling è stato inserito nel programma del Festival olimpico della gioventù europea nella settima edizione, che si è svolta nel 2005.

## Edizioni
| Giochi | Anno | Sede                  | Gare          |
| ------ | ---- | --------------------- | ------------- |
| VII    | 2005 | Monthey               | 2             |
| VIII   | 2007 | Jaca                  | Non disputato |
| IX     | 2009 | Polonia               | 2             |
| X      | 2011 | Liberec               | Non disputato |
| XI     | 2013 | Brașov                | Non disputato |
| XII    | 2015 | Vorarlberg e Vaduz    | Non disputato |
| XIII   | 2017 | Erzurum               | 2             |
| XIV    | 2019 | Sarajevo              | 1             |
| XV     | 2022 | Vuokatti              | Non disputato |
| XVI    | 2023 | Friuli-Venezia Giulia | 1             |
| XVII   | 2025 | Bakuriani             | Non disputato |

## Discipline
Nella seguente tabella le discipline disputate nelle varie edizioni.
| Edizione | Torneo maschile | Torneo femminile | Torneo misto |
| -------- | --------------- | ---------------- | ------------ |
| 2005     | •               | •                |              |
| 2007     |                 |                  |              |
| 2009     | •               | •                |              |
| 2011     |                 |                  |              |
| 2013     |                 |                  |              |
| 2015     |                 |                  |              |
| 2017     | •               | •                |              |
| 2019     |                 |                  | •            |
| 2022     |                 |                  |              |
| 2023     |                 |                  | •            |
| 2025     |                 |                  |              |

## Medagliere complessivo
| Posiz. | Nazione     | Oro | Argento | Bronzo | Totale |
| ------ | ----------- | --- | ------- | ------ | ------ |
| 1      | Svizzera    | 3   | 3       | 0      | 6      |
| 2      | Regno Unito | 2   | 1       | 1      | 4      |
| 3      | Russia      | 2   | 0       | 0      | 2      |
| 4      | Germania    | 1   | 1       | 1      | 3      |
| 5      | Danimarca   | 0   | 1       | 1      | 2      |
| 6      | Paesi Bassi | 0   | 1       | 0      | 1      |
| 6      | Turchia     | 0   | 1       | 0      | 1      |
| 8      | Norvegia    | 0   | 0       | 1      | 1      |
| 8      | Slovenia    | 0   | 0       | 1      | 1      |
| 8      | Polonia     | 0   | 0       | 1      | 1      |
| 8      | Ungheria    | 0   | 0       | 1      | 1      |
| 8      | Lettonia    | 0   | 0       | 1      | 1      |
| Totale | Totale      | 8   | 8       | 8      | 24     |